# Observatori de Versalles Saint-Quentin-en-Yvelines
L'Observatori de Versalles Saint-Quentin-en-Yvelines és un observatori astronòmic afiliat a la Universitat de Versalles Saint-Quentin-en-Yvelines. Construït a Guyancourt, França el 2009, se centra en els àmbits del canvi climàtic i el desenvolupament sostenible.